# Kristina Lindquist
Kristina Lindquist, född 20 april 1980, är en svensk journalist. Hon var 2014-2016 kulturchef på Upsala Nya Tidning. Hon har tidigare varit chefredaktör för tidskriften Ottar och medverkar som skribent, kritiker och krönikör i Dagens Nyheter.